# Palaeobigenerina
Palaeobigenerina es un género de foraminífero bentónico de la familia Palaeotextulariidae, de la superfamilia Palaeotextularioidea, del suborden Fusulinina y del orden Fusulinida. Su especie tipo es Palaeobigenerina geyeri. Su rango cronoestratigráfico abarca desde el Viseense (Carbonífero inferior) hasta el Pérmico.

## Discusión
Clasificaciones más recientes incluyen Palaeobigenerina en el orden Endothyrida, de la subclase Fusulinana, de la clase Fusulinata.

## Clasificación
Palaeobigenerina incluye a las siguientes especies:
- Palaeobigenerina geyeri †